# فرانسیسکو مولینرو
فرانسیسکو مولینرو (انگلیسی: Francisco Molinero؛ زادهٔ ۲۶ ژوئیهٔ ۱۹۸۵) بازیکن فوتبال اهل اسپانیا است.
از باشگاه‌هایی که در آن بازی کرده‌است می‌توان به باشگاه ورزشی رئال مایورکا، باشگاه فوتبال اتلتیکو مادرید، باشگاه فوتبال دینامو بخارست، باشگاه فوتبال رئال مورسیا، باشگاه فوتبال اوئسکا، باشگاه فوتبال رئال بتیس، باشگاه فوتبال لوانته، باشگاه فوتبال اسپورتینگ خیخون، باشگاه فوتبال ختافه، باشگاه فوتبال مالاگا، و باشگاه فوتبال اتلتیکو مادرید بی اشاره کرد.
وی همچنین در تیم‌های ملی فوتبال زیر ۱۷ سال اسپانیا، زیر ۱۸ سال اسپانیا، زیر ۱۹ سال اسپانیا، زیر ۲۰ سال اسپانیا، و زیر ۲۱ سال اسپانیا بازی کرده‌است.